# Ковзанярський спорт на зимових Олімпійських іграх 2022 — командні перегони переслідування (чоловіки)
Змагання з ковзанярського спорту в командних перегонах переслідування серед чоловіків на зимових Олімпійських іграх 2022 відбулися 9 лютого (півфінали) і 11 лютого (фінал) на Національному ковзанярському стадіоні в Пекіні (Китай).
Чинними олімпійськими чемпіонами і олімпійськими рекордсменами були представники збірної Норвегії. Південна Корея і Нідерланди здобули на Іграх-2018, відповідно, срібну та бронзову медалі. Нідерланди виграли Чемпіонат світу на окремих дистанціях 2021 року в командних перегонах переслідування, а Канада і Росія посіли, відповідно, 2-ге і 3-тє місця. Збірна США очолювала залік Кубка світу 2021–2022 після трьох змагань, що відбулися перед Олімпійськими іграми, а за нею розмістилися Норвегія та Канада. Незадовго перед Олімпіадою американці встановили новий світовий рекорд.

## Рекорди
Перед змаганнями світовий і олімпійський рекорди були такими:
| Світовий рекорд     | Джой Мантія Емері Леман Кейсі Доусон                                   | 3:34.47 | Солт-Лейк-Сіті (США)    | 5 грудня 2021  |
| Олімпійський рекорд | Норвегія · Говард Бокко · Сімен Спілер Нільсен · Сверре Лунде Педерсен | 3:37.08 | Каннин (Південна Корея) | 21 лютого 2018 |

## Результати

### Чвертьфінали
| Місце | Заїзд | SP | Країна                                                                          | Час     | Відставання | Нотатки    |
| ----- | ----- | -- | ------------------------------------------------------------------------------- | ------- | ----------- | ---------- |
| 1     | 3     | F  | Норвегія · Галлґейр Енґебротен · Педер Конґшеуґ · Сверре Лунде Педерсен         | 3:37.47 |             | Півфінал 1 |
| 2     | 3     | C  | США · Ітен Сеп'юран · Кейсі Доусон · Емері Леман                                | 3:37.51 | +0.04       | Півфінал 2 |
| 3     | 4     | F  | Олімпійський комітет Росії · Данило Алдошкін · Сергій Трофімов · Руслан Захаров | 3:38.67 | +1.20       | Півфінал 2 |
| 4     | 2     | C  | Нідерланди · Марсел Боскер · Свен Крамер · Патрік Руст                          | 3:38.90 | +1.43       | Півфінал 1 |
| 5     | 2     | F  | Канада · Джордан Белхос · Тед-Ян Блумен · Коннор Гау                            | 3:40.18 | +2.70       | Фінал C    |
| 6     | 1     | C  | Південна Корея · Чон Чхе Вон · Кім Мін Сок · Лі Син Хун                         | 3:41.89 | +4.42       | Фінал C    |
| 7     | 1     | F  | Італія · Давіде Гьотто · Андреа Джованніні · Мікеле Мальфатті                   | 3:42.04 | +4.57       | Фінал D    |
| 8     | 4     | C  | Китай · Лянь Цзивень · Ван Хаотянь · Сюй Фу                                     | 3:52.25 | +14.78      | Фінал D    |

### Півфінали
| Місце      | SP | Країна                                                                          | Час        | Відставання | Нотатки |
| ---------- | -- | ------------------------------------------------------------------------------- | ---------- | ----------- | ------- |
| Півфінал 1 |    |                                                                                 |            |             |         |
| 1          | F  | Норвегія · Галлґейр Енґебротен · Педер Конґшеуґ · Сверре Лунде Педерсен         | 3:38.28    | –           | Фінал A |
| 2          | C  | Нідерланди · Марсел Боскер · Свен Крамер · Патрік Руст                          | 3:39.62    | +1.34       | Фінал B |
| Півфінал 2 |    |                                                                                 |            |             |         |
| 1          | C  | Олімпійський комітет Росії · Данило Алдошкін · Сергій Трофімов · Руслан Захаров | 3:36.61 OR |             | Фінал A |
| 2          | F  | США · Ітен Сеп'юран · Кейсі Доусон · Емері Леман                                | 3:37.05    | +0.44       | Фінал B |

### Фінали
| Місце   | SP | Країна                                                                          | Час      | Відставання | Нотатки |
| ------- | -- | ------------------------------------------------------------------------------- | -------- | ----------- | ------- |
| Фінал A |    |                                                                                 |          |             |         |
| 1       | F  | Норвегія · Галлґейр Енґебротен · Педер Конґшеуґ · Сверре Лунде Педерсен         | 3:38.07  | –           |         |
| 2       | C  | Олімпійський комітет Росії · Данило Алдошкін · Сергій Трофімов · Руслан Захаров | 3:40.46  | +2.39       |         |
| Фінал B |    |                                                                                 |          |             |         |
| 3       | F  | США · Кейсі Доусон · Емері Леман · Джой Мантія                                  | 3:38.81  | –           |         |
| 4       | C  | Нідерланди · Марсел Боскер · Свен Крамер · Патрік Руст                          | 3:41.62  | +2.81       |         |
| Фінал C |    |                                                                                 |          |             |         |
| 5       | F  | Канада · Джордан Белхос · Тед-Ян Блумен · Тайсон Ланґелаар                      | 3:40.390 | –           |         |
| 6       | C  | Південна Корея · Чон Чхе Вон · Кім Мін Сок · Пак Сон Хьон                       | 3:53.770 | +13.38      |         |
| Фінал D |    |                                                                                 |          |             |         |
| 7       | C  | Італія · Давіде Гьотто · Андреа Джованніні · Мікеле Мальфатті                   | 3:44.20  | –           |         |
| 8       | F  | Китай · Лянь Цзивень · Ван Хаотянь · Сюй Фу                                     | 3:53.58  | +9.38       |         |